# Eriko Tamura
Eriko Tamura (田村 英里子 Tamura Eriko?) (Hitachinaka, 16 de enero de 1973) es una popular actriz y cantante japonesa. La serie de televisión Idol Densetsu Eriko [Eriko, ídolo legendario] está basada en su vida. Mide 163 cm de estatura. 

## Biografía
Ella dijo para la edición de Japón de Variety: «Me siento profundamente honrada por haber sido elegida para el papel de Mai porque el manga de Akira Toriyama, Dragon Ball es increíblemente bien conocido entre los habitantes de Japón y reúne a una rica mitología de personajes. La película ya se comenzó a filmar en México y aunque tenemos mucho trabajo por delante, espero con interés el éxito de la colaboración con los cineastas James Wong y Stephen Chow. Dragonball Evolution es un proyecto muy emocionante para todos nosotros».

## Filmografía
| Año  | Película                        | Personaje                            | Notas               |
| ---- | ------------------------------- | ------------------------------------ | ------------------- |
| 1989 | Idol Densetsu Eriko             | Eriko Tamura                         | Serie de televisión |
| 1989 | Hana no furu gogo               | Numata - Mika                        |                     |
| 1993 | Jonny no natsu                  | -                                    | Serie de televisión |
| 1993 | Waga aishita Ultraseven         | Yuriko Hishimi/AnneHana no furu gogo | Serie de televisión |
| 1994 | Don o totta otoko               | Jane                                 |                     |
| 1995 | Non no kekkon                   | Non                                  | Serie de televisión |
| 1995 | Onimaro zanshinken              | Orin                                 | Serie de televisión |
| 1996 | Ninja gaeshi mizuno shiro       | -                                    | Serie de televisión |
| 1996 | Yakai no hate                   | Hyakuko                              | Serie de televisión |
| 1996 | Hideyoshi                       | Otama                                | Serie de televisión |
| 1996 | Ichi, ni no sanshiro            | Shino                                |                     |
| 1996 | Kagerô II                       | Ocho                                 |                     |
| 1997 | Mizu no toride                  | -                                    | Serie de televisión |
| 1997 | Kumo no ueno aoi sora           | -                                    | Serie de televisión |
| 1998 | Watashi no nakano dareka        | -                                    | Serie de televisión |
| 1998 | Kurenai                         | Maki Satomura                        | Serie de televisión |
| 1999 | Aoi tori shokogun               | -                                    | Serie de televisión |
| 1999 | Yakusoku                        | Rieko                                | Serie de televisión |
| 2000 | Jiko                            | Rieko                                | Serie de televisión |
| 2000 | Inochi no umi                   | -                                    |                     |
| 2001 | Jiko                            | Rieko                                | Serie de televisión |
| 2001 | Watashi wo ryokan ni tsuretette | Aiko                                 | Serie de televisión |
| 2006 | Dakara watashi wo suwarasete    | Takako Kikurai                       |                     |
| 2006 | Surf School                     | Chika                                |                     |
| 2007 | Nuclear Hurricane               | Jasmine                              |                     |
| 2007 | Héroes                          | Princesa Yaeko                       | Serie de televisión |
| 2009 | Dragonball Evolution            | Mai                                  |                     |